# Refuge de Tazaghart
Das Refuge de Tazaghart ist eine Schutzhütte der Sektion Casablanca des Club Alpin Français. Sie liegt am Fuße des Jebel Tazaghart im Hohen Atlas auf einem Ausläufer, in einer wilden Hochgebirgslandschaft mit schneebedeckten Korridoren im Sommer, in der Region Marrakesch-Safi in Marokko.
Das Refuge du Toubkal liegt in der Nähe.